# Dachberg, Šentandraž v Labotski dolini
Dachberg je naselje v Občini Šentandraž v Labotski dolini v Okraju Volšperk na Koroškem v Avstriji.